# Fate/hollow ataraxia
Fate/hollow ataraxia (フェイト/ホロウアタラクシア, Feito/horō atarakushia) est un visual novel japonais créé par TYPE-MOON en 2005 servant de suite à leur précédent visual novel Fate/stay night. Le terme hollow dans le titre vient de l'anglais pouvant se traduire par « vide » ou « fausse » tandis que ataraxia provient du Grec ancien ἀταραξία / ataraxía qui désigne de la « tranquillité », du « calme », cela donne ainsi au titre la signification combinée de « Tranquillité vide (ou fausse) ».
Le jeu a également été porté sur la PlayStation Vita, comprenant un doublage complet et d'autres améliorations. Cette version est sortie au Japon le 27 novembre 2014,,.

## Intrigue
L'histoire de Fate/hollow ataraxia se déroule six mois après les événements de Fate/stay night, toujours dans la ville de Fuyuki. Bazett Fraga McRemitz, membre de l'Association des Mages et Master de la cinquième guerre du Saint Graal, se réveille le quatrième jour de la guerre avec un nouveau Servant, Avenger, et n'a aucun souvenir de ce qui lui est arrivé auparavant. Avenger et elle se sont mis en route pour se battre et remporter la guerre du Saint Graal.
Pendant ce temps, Shirō Emiya vit une vie paisible avec tous ses amis de la cinquième guerre du Saint Graal. Après qu'une de ses expériences change le cours du temps et de l'espace, Rin Tōsaka part pour l'Association des Mages en Angleterre pour régler les problèmes. Les Servants ressentent un nouveau danger alors que des créatures ténébreuses apparaissent peu après. Shirō, par précaution, se met en route pour s'assurer que personne n'est en danger et à la place il se retrouve constamment à rencontrer une fille mystérieuse, Caren Hortensia.
Bazett et Shirō se retrouvent dans une boucle de temps qui dure quatre jours, commençant au quatrième jour de la cinquième guerre du Saint Graal. Chaque fois qu'ils meurent ou survivent pendant quatre jours, ils se réveillent toujours au premier jour de la boucle, conscients de ce qui leur est arrivé depuis la première fois que la boucle a commencé. Déterminés à mettre fin à la boucle, Bazett, Avenger et Shirō se battent pour découvrir la vérité derrière ce qui cause les quatre jours sans fin.

## Personnages
Bazett Fraga McRemitz (バゼット・フラガ・マクレミッツ, Bazetto Furaga Makuremittsu)
Voix japonaise : Hitomi Nabatame
La première des trois protagonistes. Une mage envoyée par l'Association des Mages pour participer à la cinquième guerre du Saint Graal, elle est issue d'une ancienne famille de mages d'une lignée inhabituelle d'Irlande. Elle avait à l'origine invoqué Lancer (son héros d'enfance et plus tard son intérêt d'amour), mais a été trahie par son ancien collègue Kirei Kotomine et s'est faite dérobée son bras gauche avec ses Sceaux de Commandements. Elle a été laissée pour morte avant d'être découverte par Avenger, qui a créé la boucle de temps dans l'esprit de Bazett, afin qu'elle puisse rester en vie de ses blessures mortelles. Bazett peut directement se battre et vaincre des Servants en raison de la magie de combat de sa famille et de son Noble Phantasm ancestral : le dague sacrée Fragarach, qui inverse le temps afin qu'il frappe toujours en premier en réponse à l'attaque ultime de son adversaire. Elle est mentionnée très brièvement dans Fate/stay night mais ne fait pas d'apparition.
Caren Hortensia (カレン・オルテンシア, Karen Orutenshia)
Voix japonaise : Ami Koshimizu
Un nouveau personnage et central de l'histoire, Caren est membre de l'Église et travaille comme prêtresse. Elle est gentille et pardonnable au point qu'elle croit que son seul but dans la vie est d'aider les autres, même si elle est blessée dans le procédé. Elle ne blâme jamais la personne qui l'a blessée mais plutôt le rôle des démons qui ont mené la personne à commettre le péché. Chaque fois qu'elle est en faute, elle s'excuse auprès de Dieu plutôt qu'à la personne. Malgré sa gentillesse, elle aime taquiner et exploiter la vulnérabilité émotionnelle des autres. Dès la découverte du point faible d'un individu, elle apprécie le fait de l'exposer à la vue de tout le monde. Bien que cela la met beaucoup de personnages à dos et cause beaucoup d'indignation et d'humiliation, elle reste tout de même calme. Par ailleurs, en dépit d'être une prêtresse, elle a délibérément choisi de porter un costume révélateur sans jupe pour augmenter sa mobilité et séduire les hommes.
En tant que membre de l'Église, Caren aide dans l'exorcisme. Son corps lui-même possède une propriété inhabituelle, s'il y a une personne à proximité qui a été possédée par un démon, elle éprouvera la même douleur que la personne possédée. En conséquence, les exorcistes l'emploient pour agir comme un radar pour trouver des démons. Cette capacité est plus évidente chaque fois qu'elle vient à proximité du Servant Avenger alors que des pics grotesques poussent de son corps. En raison de ce pouvoir, elle est toujours couverte de bandages. Elle éprouve également des souffrances physiques chaque fois que les gens se trouvent à proximité font de choses malfaisantes. Lorsqu'elle se bat, elle utilise le suaire de Magdala, qui a le pouvoir d'attacher fermement les hommes. Cependant, lorsque l'homme est attaché, aucune attaque physique dangereuse ne peut être faite contre lui ou Magdala sera rendu inutile. Elle est en fait la fille de Kirei Kotomine et le déteste pour l'avoir abandonner. Dans l'épilogue, elle s'intéresse à Shirō en raison des interactions étroites qu'elle avait avec Avenger dans la boucle du temps, le peignant même avec de l'huile pour ressembler à ce dernier. Elle exerce également un contrôle sur Lancer, au grand désarroi de Bazett, en compensation pour avoir sauvé Bazett, et refuse de lui rendre ses Sceaux de Commandement, à moins qu'elle ne puisse avoir l'actuel bras artificiel de Bazett, que les deux ont vus comme un rappel sentimental d'Avenger.
Avenger (アヴェンジャー, Avenger)
Voix japonaise : Takuma Terashima
Le 8e Servant qui a été invoqué pendant la troisième guerre du Saint Graal à la place d'un Berserker et d'un autre des principaux protagonistes. Avenger était à l'origine un garçon ordinaire dans l'ancien Moyen-Orient qui, dans un tournant cruel du destin, a été étiqueté comme étant Angra Mainyu par pur hasard et a été torturé jusqu'à qu'il mourut de vieillesse, de sorte qu'il permette aux autres villageois de vivre sans péché puisqu'étant considéré l'incarnation du mal lui-même ; par conséquent, il est devenu le premier « Anti-Héros » à entrer dans le Trône des Héros, en plus de devenir le modèle à partir duquel tous les martyrs du Trône des héros sont issus. Invoqué plus tard comme Avenger lors de la 3e guerre par les Einzbern dans une tentative de triche, mais il a été le premier à mourir (puisqu'il n'est pas le véritable Angra Mainyu, ce dernier ayant quitté ce monde depuis longtemps pour le Revers du Monde) et a corrompu le Graal, comme la croyance des autres l'a transformé en « Tout le mal du monde », bien que le Graal l'ait reconnu comme un être humain avec un souhait qui devait accomplir (sa propre renaissance comme Angra Mainyu), sa présence au sein du Graal est ce qui permet l'invocation d'une partie des plus grands méchants et monstres de l'histoire et de la mythologie comme des « héros ».
Il a été libéré quand Shirō Emiya et Saber ont complètement détruit le Graal à la fin de la Cinquième guerre dans la route FATE et a rencontré une Bazett mourante dont il a répondu à son désir de vivre, en créant la boucle temporelle dans l'esprit de Bazett et des répliques de personnages dans ce monde imaginaire, mais comme il n'a pas personnellement connu la cinquième guerre, il l'a plutôt recréé en utilisant les répliques des participants de la cinquième guerre et avec le développement de la troisième guerre comme la base. Il a ensuite participé à la boucle en utilisant le corps de Shirō comme un reflet, ce qui lui permet de vivre le paisible quotidien que ce dernier vit. Lors des combats, il brandit une paire de dagues déformées et fragiles et son Noble Phantasm est « Verg Avesta: La Création faussement transcrite » (偽り写し記す万象, Verugu Avesutā) qui renvoie la douleur causée par l'attaque d'un adversaire.
Il finit par décider de mettre fin à la boucle après avoir réalisé tous les problèmes qu'il a causés et, avec l'aide de ses nouveaux amis et alliés, combat les morceaux de lui-même qui protègent le Graal et en finit avec la boucle pour de bon, mais pas avant d'utiliser la fissure cachée qui a été ouvert dans l'espace-temps dans le monde réel créée par Rin avec la copie du Jeweled Sword of Zelretch en transférant et stabilisant la chronologie qu'il a contribué à réaliser dans l'esprit de Bazett. Il ramène par la même occasion à la vie les participants qui sont morts pendant la cinquième guerre il y a plus d'une demi-année (Masters et Servants, à l'exception de Kirei Kotomine) et transfère ses souvenirs qu'il possède lorsqu'il prétendait être Shirō au véritable Shirō, afin qu'il puisse vivre et réagir avec eux (mis à part les parties concernant Avenger et ses dépouilles comme Ombres afin de cacher son existence à Shirō). Ainsi Shirō, Caren et Bazett peuvent ainsi vivre pleinement la vie qu'ils avaient créée dans cette nouvelle chronologie.
Shirō Emiya (衛宮 士郎, Emiya Shirō)
Voix japonaise : Noriaki Sugiyama
L'un des trois principaux protagonistes de l'histoire. Dans cet épisode, Shirō connaît des changements inattendus dans sa personnalité et des trous de mémoire temporaires, en particulier ce qui concerne ses propres compétences. Il est plus tard révélé que la raison est que « Shirō » est relié à Avenger d'une mystérieuse manière, ce qui les fait changer de place lorsque la nuit tombe, impliquant le fait que l'Avenger se cache dans le corps de Shirō ou prend son apparence pendant la journée, mais oublie à cause de sa « non-existence » en tant qu'être vivant qui est écrasée par les lois de la Terre. Une fois que Shirō/Avenger découvre la vérité, il entre en désaccord complet puisque Shirō, avec son sens naïf de la justice, veut mettre fin à la boucle tandis qu'Avenger veut continuer à vivre ses jours en tant que Shirō, répétant constamment le cycle afin qu'il puisse vivre, par procuration, la vie d'un garçon ordinaire qu'il n'a jamais eu. Quand il a finalement convaincu Bazett d'en finir avec la boucle, il est révélé que le Shirō étant possédé par Avenger n'était rien de plus qu'une réplique de Shirō qu'Avenger a créé pour réaliser son désir personnel, alors que le véritable Shirō et ses amis étaient encore présents dans le monde réal, à Fuyuki, après les événements liés à la route FATE de la cinquième guerre et que six mois se sont écoulés depuis.
Une fois qu'Avenger a définitivement mis fin à la boucle et libéré Bazett, juste avant de disparaître complètement Avenger/le Graal a trouvé la fissure cachée qui s'est ouverte avec l'expérience causée par Rin pour utiliser la copie du Jeweled Sword of Zelretch qu'elle a obtenue avec l'aide de Shirō et Illya six mois après la cinquième guerre. En utilisant ce qui restait de son pouvoir en tant que Graal, Avenger a corrigé la faille et a remplacé la chronologie originale par celle qu'il a aidé à créer dans l'esprit de Bazett, ramenant ainsi à la vie les Masters et les Servants qui sont morts ou disparus (dans le cas de Saber) pendant le conflit, à l'exception de Kotomine Kirei. Il transfère également tous les souvenirs des répliques de personnages de Fuyuki qui étaient présents dans la boucle du monde crée aux véritables personnes, y compris Shirō, ainsi lui et ses amis ne soupçonneraient pas que les Masters et les Servants qui sont morts plus d'une demi-année ont été réellement tués, les faisant croire qu'ils ont survécu à la fin de la cinquième guerre du Saint Graal et vivent avec eux depuis tout ce temps ; les seules personnes sachant tout ce qui s'est produit sont Bazett, Caren, Illya et Caster. Dans l'épilogue, le véritable Shirō est amené à laisser Bazett et Caren rester dans le domaine Emiya.
Saber (セイバー, Seibā)
Voix japonaise : Ayako Kawasumi
Saber est représentée comme étant plus prête à s'ouvrir et à essayer d'accepter son genre, plutôt que de le rejeter comme elle l'a fait auparavant, et s'engage dans des tâches traditionnellement dite « féminines » telles que la cuisine et est d'accord pour porter des vêtements plus ouvertement féminins, comme un bikini ou un chemisier, si cela permet d'impressionner Shirō, car le manque de combat pendant la journée et la cohabitation avec Rider et Rin ont rendu Saber extrêmement consciente de son manque de féminité. Elle a également pris goût aux sucreries japonaises, s'aventurant seule dans la ville pour s'en acheter avec l'argent de poche que Taiga lui donne. Elle reste fortement fidèle à Shirō/Avenger et met sa vie plusieurs fois en danger (et la perd) pour le protéger. Comme elle porte de plus en plus d'attention à son genre, Saber commence également à révéler davantage sur sa personnalité réelle, elle est fidèle et courageuse, mais elle est aussi péniblement timide et devient extrêmement jalouse quand les autres filles expriment leur intérêt pour son Master, tout comme la fois où Shirō/Avenger a dîné avec Sakura. Si le joueur suit l'arc de Saber assez longtemps, Saber finira par se confier à Shirō/Avenger qui, bien qu'elle aime vivre au Japon avec lui et ses amies, elle commence à avoir le mal du pays et souhaite retourner en Angleterre un jour si seulement pour visiter, en espérant que Shirō viendra avec elle.
Saber Alter existe également en elle, et sort chaque fois que le brin de cheveux d'ahoge de Saber est retiré, bien qu'il se régénère avec le temps ; Saber Alter est représentée comme le parfait opposé, car elle est directe et bruyante bien que réfléchie, et elle apprécie la nourriture à bas prix et grasse des fast-food comme les hamburgers.
Rin Tōsaka (遠坂 凛, Tōsaka Rin)
Voix japonaise : Kana Ueda
Absente dans la première moitié du jeu étant donné qu'elle se trouve à Londres. Rin revient pendant la seconde moitié avec un changement apparemment dramatique de personnalité, en particulier son gain de penchant pour faire du cosplay, comme en miko ou en magical girl. Cependant, elle est également devenue une mage expérimentée, en démontrant cela quand elle a été la première à trouver une explication logique pour savoir pourquoi le temps tourne en boucle pendant quatre jours et quand elle donne des conseils à Shirō. Dans Fate/hollow ataraxia, elle manie le Kaleidostick, une autre des inventions de Zeltretch qui, lorsqu'il est activé, transfère les connaissances d'une autre version de son utilisateur à son porteur actuel, en plus de fournir une source étendue de Mana. Cependant, le Kaleidostick n'aime pas son créateur, et manipule fréquemment son utilisateur pour le mettre dans des situations humiliantes. À noter que c'est grâce à cet outil que Rin est capable de devenir la magical girl Kaleido-Ruby.
Sa personnalité tsundere est montrée plus en détail dans ce jeu lors des interactions avec elle. Elle est montrée comme très avare, autoritaire et assez malicieuse, se moquant souvent de Shirō. Elle a des sentiments pour ce dernier après l'avoir regardé obstinément tenter de faire un saut en hauteur alors qu'il n'avait aucune chance. Bien qu'elle surnomme souvent Shirō d'« idiot » (バカ, baka), Rin l'admire pour sa ténacité et sa gentillesse.
Rin est partiellement responsable de l'état actuel des choses dans l'univers de Fate/stay night. Après la fin de la cinquième guerre, elle et la sœur de Shirō, Illyasviel von Einzbern, essayaient de créer une copie du légendaire « Jeweled Sword of Zelretch » et causant accidentellement que tout résultat peut être attiré à Fuyuki, ce qui signifiait qu'à tout moment, la fissure que Rin a créée par accident et cachée quelque part dans la réalité de l'espace-temps de Fuyuki pourrait être utilisée pour modifier la réalité et la chronologie dans lequel ils vivaient et pourrait être radicalement changée du jour au lendemain. Cela est prouvé dans le prologue du jeu, quand le jeu commence et en même temps que la boucle temporelle créée par Avenger s'est conclue pour libérer Bazett de son coma de plus de six mois, la réalité où Shirō et ses amis savaient comment la cinquième guerre s'est terminée et que tous les Servants disparus avec la fin de la guerre a complètement changée quand Avenger, en utilisant ses dernières forces en tant que Graal supérieur avant de disparaître complètement, a trouvé cette fissure et corrigé par des effets de transfert de chronologie avec celle qu'il avait aidé à créer dans l'esprit de Bazett quand il produisait la boucle temporelle. Faisant en sorte que les routes de FATE, Unlimited Blade Works et Heaven's Feel du visual novel original se croisent pour ne devenir qu'une seule et même chronologie, Avenger stabilisa cet espace-temps en scellant cette fissure accidentelle, Avenger ressuscitant au passage les Masters et Servants (à l'exception de Kotomine) qui sont décédés dans ce conflit du monde réel.
Sakura Matō (間桐 桜, Matō Sakura)
Voix japonaise : Noriko Shitaya (ja)
Sakura a beaucoup évolué en tant que personnage. Sakura, tout en conservant sa nature réticente tout au long du jeu, commence à devenir une personne confiante et autonome à la fois en tant que mage et en tant que leader, si bien qu'elle parvient même à réprimander Taiga jusqu'à la soumission. Sakura est maintenant devenue la capitaine du club de tir à l'arc de l'école qu'elle dirige assidûment avec beaucoup de talent sous la tutelle d'Ayako Mitsuzuri. Sakura est devenue l'une des meilleurs archers du club au point de laisser croire à Taiga qu'ils pourraient remporter des tournois. Sakura reste maintenant chez Shirō le weekend, les vacances et lors d'occasions spéciales, tout en devenant la cheffe de la famille Matou après avoir évincé Zōken pour le contrôle ; Rider indiquant même que Shinji et Zōken avaient maintenant peur d'elle. Sakura continue d'aider à la cuisine et est devenue une sorte de sous-chef auprès de Shirō, premier chef de la maison, et à l'entretien de la demeure des Emiya. La spécialité de Sakura est apparemment les pâtisseries battant tous les autres cuisiniers du jeu à cet égard. Elle et Rin ont maintenant de bonnes relations qui redeviennent véritablement des sœurs, Rin l'éduquant à la cuisine et à la magie en dépit du fait que Sakura entretient un léger ressentiment et un complexe d'infériorité envers Rin. En ce qui concerne Shirō, elle fait toujours preuve de jalousie envers les autres femmes quand Shirō leur prête son attention mais elle continue de le dorloter et le gâte. Le côté pervers et sadique de Sakura d'Heaven's Feel dans Fate/stay night n'apparaît que de temps en temps comme notes humoristiques dans le jeu.
Rider (ライダー, Raidā)
Voix japonaise : Yū Asakawa
Depuis la guerre, Rider a commencé à rester dans la demeure des Emiya, devenant de facto l'adulte et le gagne-pain de la maison. Elle a obtenu un travail dans un magasin d'antiquités pour apporter un revenu bien nécessaire à la maison et se moque de Saber comme étant rien de plus qu'une profiteuse, même si les deux se réconcilient après que Rider lui ait acheté des sucreries. Elle a des sentiments pour Shirō du fait qu'il est le premier homme de sa vie à la traiter avec soin et respect. Elle a couché une fois avec lui pendant qu'il dormait, en utilisant une illusion pour intervenir dans ses rêves et en admettant ouvertement qu'elle était ouverte à l'idée d'une relation polygame entre elle-même, Shirō et Sakura. Elle, comme Saber, a du mal à s'adapter au monde moderne et doit avoir des concepts de base tels que des excuses qui lui ont été expliqués à la longue.
Autres
Tout en jouant des rôles moins importants, tous les Masters et Servants de la 5e Guerre Sainte du Graal de Fate/stay night apparaissent à nouveau, à l'exception de Kirei Kotomine et True Assassin car ils n'étaient jamais destinés à survivre jusqu'à cette guerre, avec Kotomine ayant été maudit avec un cœur artificiel lors de la 4e Guerre et le fait qu'Assassin ne peut coexister avec True assassin.

## Productions et supports

### Musiques
Indicatif musical
Version PC
Toutes les chansons sont composées par KATE et chantées par rhu de Colorvariation.
| Titre                                 | Utilisation   | Paroles     | Arrangement                      |
| ------------------------------------- | ------------- | ----------- | -------------------------------- |
| ataraxia (アタラクシア, Atarakushia?) | Opening       | Kinoko Nasu | James Harris                     |
| hollow                                | Chanson thème | Keita Haga  | James Harris                     |
| Bokutachi no mirai (僕たちの未来?)    | Ending        | Keita Haga  | NUMBER 201 (KATE & James Harris) |
Version PS Vita
Toutes les chansons sont chantées par Aimer et arrangées par Kenji Tamai, Shōgo Ōnishi.
| Titre             | Utilisation | Paroles                                         | Compostion                     |
| ----------------- | ----------- | ----------------------------------------------- | ------------------------------ |
| broKen NIGHT      | Opening     | aimerrhythm                                     | Takeo Asami                    |
| holLow wORlD      | Insert song | aimerrhythm                                     | Tsuyoshi Okamoto & Kenji Tamai |
| Open The Doors[a] | Ending      | Keita Haga (original) Kaori Fukano (traduction) | KATE                           |
Bande originale
Un album de la bande originale du jeu, intitulée Fate/hollow ataraxia ORIGINAL SOUNDTRACK, a été publiée par Geneon Entertainment le 23 novembre 2005.
Le single hollow, également publié par Geneon Entertainment, est sorti le 28 octobre 2005, elle comporte les versions complètes et instrumentales de la chanson éponyme et de Bokutachi no mirai (僕たちの未来).
| Fate/hollow ataraxia ORIGINAL SOUNDTRACK | Fate/hollow ataraxia ORIGINAL SOUNDTRACK                               | Fate/hollow ataraxia ORIGINAL SOUNDTRACK | Fate/hollow ataraxia ORIGINAL SOUNDTRACK | Fate/hollow ataraxia ORIGINAL SOUNDTRACK | Fate/hollow ataraxia ORIGINAL SOUNDTRACK | Fate/hollow ataraxia ORIGINAL SOUNDTRACK | Fate/hollow ataraxia ORIGINAL SOUNDTRACK | Fate/hollow ataraxia ORIGINAL SOUNDTRACK | Fate/hollow ataraxia ORIGINAL SOUNDTRACK |
| No                                       | Titre                                                                  | Paroles                                  | Musique                                  | Notes                                    | Durée                                    |                                          |                                          |                                          |                                          |
| ---------------------------------------- | ---------------------------------------------------------------------- | ---------------------------------------- | ---------------------------------------- | ---------------------------------------- | ---------------------------------------- | ---------------------------------------- | ---------------------------------------- | ---------------------------------------- | ---------------------------------------- |
| 1.                                       | ataraxia (アタラクシア, Atarakushia)                                   | Kinoko Nasu                              | KATE                                     | rhu (chant) James Harris (arrangement)   | 1:52                                     |                                          |                                          |                                          |                                          |
| 2.                                       | back to the night (litt. « Retour vers la nuit »)                      |                                          | KATE                                     |                                          | 2:01                                     |                                          |                                          |                                          |                                          |
| 3.                                       | Saikai (再会, litt. « Réunion »)                                       |                                          | James Harris                             |                                          | 1:55                                     |                                          |                                          |                                          |                                          |
| 4.                                       | Suzuyakana kaze (涼やかな風, litt. « Vent frais »)                     |                                          | James Harris                             |                                          | 2:37                                     |                                          |                                          |                                          |                                          |
| 5.                                       | Yōki ni ikou (陽気に行こう, litt. « Allons-y joyeusement »)            |                                          | James Harris                             |                                          | 2:46                                     |                                          |                                          |                                          |                                          |
| 6.                                       | Okashina nakama (可笑しな仲間, litt. « Des partenaires ridicules »)    |                                          | James Harris                             |                                          | 2:06                                     |                                          |                                          |                                          |                                          |
| 7.                                       | Shiawase no kakera (幸せのかけら, litt. « Fragments de bonheur »)      |                                          | James Harris                             |                                          | 2:21                                     |                                          |                                          |                                          |                                          |
| 8.                                       | light step (litt. « Étape légère »)                                    |                                          | James Harris                             |                                          | 1:44                                     |                                          |                                          |                                          |                                          |
| 9.                                       | flicker (litt. « Lueur vacillante »)                                   |                                          | James Harris                             |                                          | 2:14                                     |                                          |                                          |                                          |                                          |
| 10.                                      | romance (ロマンス)                                                     |                                          | James Harris                             |                                          | 2:44                                     |                                          |                                          |                                          |                                          |
| 11.                                      | Shinjitsu no tobira (真実の扉, litt. « La Porte de la Vérité »)        |                                          | KATE                                     |                                          | 1:52                                     |                                          |                                          |                                          |                                          |
| 12.                                      | Kurayami no sasayaki (暗闇の囁き, litt. « Murmures des ténèbres »)     |                                          | KATE                                     |                                          | 1:42                                     |                                          |                                          |                                          |                                          |
| 13.                                      | encounter (litt. « Rencontre »)                                        |                                          | James Harris                             |                                          | 1:41                                     |                                          |                                          |                                          |                                          |
| 14.                                      | hollow (litt. « vide ») (short edit)                                   | Keita Haga                               | KATE                                     | rhu (chant) James Harris (arrangement)   | 1:33                                     |                                          |                                          |                                          |                                          |
| 15.                                      | stranger (litt. « Inconnu »)                                           |                                          | KATE                                     |                                          | 2:07                                     |                                          |                                          |                                          |                                          |
| 16.                                      | Itsuwari no rinne (偽りの輪廻, litt. « La Fausse Réincarnation »)      |                                          | KATE                                     |                                          | 2:13                                     |                                          |                                          |                                          |                                          |
| 17.                                      | Shinkirō (蜃気楼, litt. « Mirage »)                                    |                                          | KATE                                     |                                          | 2:32                                     |                                          |                                          |                                          |                                          |
| 18.                                      | Caren no theme (カレンのテーマ, litt. « Le Thème de Caren »)           |                                          | KATE                                     |                                          | 2:37                                     |                                          |                                          |                                          |                                          |
| 19.                                      | Gareki no seidou (瓦礫の聖堂, litt. « L'Église de décombres »)         |                                          | KATE                                     |                                          | 2:57                                     |                                          |                                          |                                          |                                          |
| 20.                                      | legend (litt. « Légende »)                                             |                                          | James Harris                             |                                          | 1:55                                     |                                          |                                          |                                          |                                          |
| 21.                                      | excalibur                                                              |                                          | KATE                                     |                                          | 1:38                                     |                                          |                                          |                                          |                                          |
| 22.                                      | EMIYA#2 (エミヤ#2)                                                     |                                          | James Harris                             |                                          | 2:40                                     |                                          |                                          |                                          |                                          |
| 23.                                      | Avenger (アヴェンジャー)                                               |                                          | KATE                                     |                                          | 1:57                                     |                                          |                                          |                                          |                                          |
| 24.                                      | outbreak (litt. « Explosion »)                                         |                                          | KATE                                     |                                          | 2:51                                     |                                          |                                          |                                          |                                          |
| 25.                                      | wars (litt. « Guerres »)                                               |                                          | James Harris                             |                                          | 2:32                                     |                                          |                                          |                                          |                                          |
| 26.                                      | last piece (litt. « Dernier morceau »)                                 |                                          | KATE                                     |                                          | 3:15                                     |                                          |                                          |                                          |                                          |
| 27.                                      | Bokutachi no mirai (僕たちの未来, litt. « Notre future ») (short edit) | Keita Haga                               | KATE                                     | rhu (chant) NUMBER 201 (arrangement)     | 2:48                                     |                                          |                                          |                                          |                                          |
| 61:10                                    |                                                                        |                                          |                                          |                                          |                                          |                                          |                                          |                                          |                                          |

### Manga
Il y a également eu plusieurs ensembles de bases de mangas anthologique sur la série produites par différentes entreprises et dessinées par différents artistes.
Le premier volume de la première série d'anthologie a été publié par Ichijinsha avec le titre Fate/hollow ataraxia Anthology Comic (Fate/hollow ataraxia コミックアンソロジー, Fate/hollow ataraxia komikku ansorojī), le 7 janvier 2006 ; le 15e volume de la série a été publié le 25 août 2008.
Deux volumes d'anthologie ont ensuite été publiés par Kadokawa Shoten, le premier intitulé Fate/hollow ataraxia Comic à la carte (Fate/hollow ataraxia コミックアラカルト, Fate/hollow ataraxia komikku ara karuto) a été publiée le 10 janvier 2006. Le second Fate/hollow ataraxia Comic à la carte ~Happy Life hen~ (Fate/hollow ataraxia コミックアラカルト　～ハッピーライフ編～, Fate/hollow ataraxia komikkuarakaruto ~ happī raifu-hen ~) a été publié le 24 mai 2006.
Deux autres séries d'anthologie ont ensuite été diffusées par Enterbrain, Fate/hollow ataraxia Anthology Comic (Fate/hollow ataraxia アンソロジーコミック, Fate/hollow ataraxia ansorojī komikku) publiée entre le 30 janvier 2006 et le 25 mai 2009, neuf volumes tankōbon au total sont sortis sous leur marque de publication Magi-Cu Comics,. La seconde est une série de 4-koma, composée de six volumes, qui a été publiée entre le 25 décembre 2007 et le 25 décembre 2008,.
En 2013, une nouvelle série de manga est lancée dans le magazine de prépublication de manga de Kadokawa Shoten Monthly Shōnen Ace dans le numéro de juillet, publié le 25 mai 2013. Dessinée par Mendori, cette adaptation suit l'intrigue du visual novel. Deux volumes tankōbon sont disponibles à nos jours,.

#### Liste des volumes
| no | Japonais       | Japonais          |
| no | Date de sortie | ISBN              |
| -- | -------------- | ----------------- |
| 1  | 4 février 2014 | 978-4-04-120926-4 |
| 2  | 25 juin 2016   | 978-4-04-102557-4 |

## Accueil
Fate/hollow ataraxia est devenu l'un des visual novels les plus vendus de 2005 sur le site de vente de jeux pour adulte Getchu.com.
La version PS Vita s'est vendu en 53 979 exemplaires au cours des quatre premiers jours de sa sortie au Japon, se classant à la 4e place parmi toutes les ventes de jeux vidéo japonais pour les classements hebdomadaires de vente du 24 au 30 novembre 2014,.

### Annotations
1. ↑  Il s'agit tout simplement d'une traduction en anglais de Bokutachi no mirai (僕たちの未来?) qui était déjà utilisé comme ending pour la version PC.

### Sources
1. ↑  (ja) « Official TYPE-MOON Fate/hollow ataraxia homepage », sur TYPE-MOON (consulté le 26 août 2017)
2. ↑  (en) « RPGFan News — Fate/Hollow Ataraxia Announced For Release on Vita », sur rpgfan.com (consulté le 26 août 2017)
3. ↑  (en) « Fate/Hollow Ataraxia Is Coming To PlayStation Vita », sur siliconera.com (consulté le 26 août 2017)
4. ↑  (en) « Fate/Hollow Ataraxia On PlayStation Vita Will Be Released This November », sur siliconera.com (consulté le 26 août 2017)
5. ↑  (en) « Fate/hollow ataraxia ORIGINAL SOUNDTRACK », sur vgmdb.net (consulté le 27 août 2017)
6. ↑  (en) « hollow / Number 201 feat.rhu », sur vgmdb.net (consulté le 27 août 2017)
7. ↑  (ja) « Fate/hollow ataraxia コミックアンソロジー », sur Ichijinsha (consulté le 27 août 2017)
8. ↑  (ja) « Fate/hollow ataraxia コミックアンソロジー VOL.15 », sur Ichijinsha (consulté le 27 août 2017)
9. ↑  (ja) « Fate/hollow ataraxia コミックアラカルト », sur Kadokawa Corporation (consulté le 27 août 2017)
10. ↑  (ja) « Fate/hollow ataraxia コミックアラカルト　～ハッピーライフ編～ », sur Kadokawa Corporation (consulté le 27 août 2017)
11. ↑  (ja) « Fate/hollow ataraxia アンソロジーコミック1 », sur Enterbrain (consulté le 27 août 2017)
12. ↑  (ja) « Fate/hollow ataraxia アンソロジーコミック9 », sur Enterbrain (consulté le 27 août 2017)
13. ↑  (ja) « マジキュー4コマ Fate/hollow ataraxia(1) », sur Enterbrain (consulté le 27 août 2017)
14. ↑  (ja) « マジキュー4コマ Fate/hollow ataraxia(6) », sur Enterbrain (consulté le 27 août 2017)
15. ↑  (ja) « Getchu.com PC visual novel sales rankings for 2005 », sur Getchu.com (consulté le 27 août 2017)
16. ↑  (en) « Media Create Sales: 11/24/14 – 11/30/14 », sur gematsu.com, 3 décembre 2014 (consulté le 27 août 2017)
17. ↑  (ja) « 「ファンタシースター ノヴァ」や「新・世界樹の迷宮2」「Fate/hollow ataraxia」など新作タイトルが多数ランクインの「週間販売ランキング＋」 », sur 4gamer.net,‎ 3 décembre 2014 (consulté le 27 août 2017)

### Édition japonaise
Manga
1. 1 2 3  (ja) « Ｆａｔｅ／ｈｏｌｌｏｗ　ａｔａｒａｘｉａ　（１） », sur Kadokawa Corporation (consulté le 27 août 2017)
2. 1 2 3  (ja) « Ｆａｔｅ／ｈｏｌｌｏｗ　ａｔａｒａｘｉａ　（２） », sur Kadokawa Corporation (consulté le 27 août 2017)